# Satnica Đakovačka
Satnica Đakovačka općina je u okolici Đakova. Nalazi se u Osječko-baranjskoj županiji.

## Zemljopis
Naselja: Gašinci, Satnica Đakovačka.

## Stanovništvo
Prema popisu stanovništva iz 2001. godine Satnica Đakovačka ima 2572 stanovnika (747 kućanstava).
| broj stanovnika | 1507  | 1732  | 1724  | 1990  | 2448  | 2528  | 2406  | 2594  | 2550  | 2612  | 2599  | 2590  | 2461  | 2623  | 2572  | 2123  | 1775  |
|                 | 1857. | 1869. | 1880. | 1890. | 1900. | 1910. | 1921. | 1931. | 1948. | 1953. | 1961. | 1971. | 1981. | 1991. | 2001. | 2011. | 2021. |

| broj stanovnika | 740   | 899   | 941   | 1091  | 1340  | 1332  | 1219  | 1322  | 1334  | 1463  | 1502  | 1521  | 1527  | 1730  | 1723  | 1432  | 1223  |
|                 | 1857. | 1869. | 1880. | 1890. | 1900. | 1910. | 1921. | 1931. | 1948. | 1953. | 1961. | 1971. | 1981. | 1991. | 2001. | 2011. | 2021. |

## Uprava
- Načelnik: Željko Šimić
- Zamjenik načelnika: Božana Rogalo
- Predsjednica Općinskog vijeća: Štefanija Zovko, mag. iur.
- Poljoprivredne površine: 3670 ha
- Šumske površine: 154 ha
- Broj Područnih škola: 2

## Gospodarstvo
Općina Satnica Đakovačka nalazi se u izrazito poljoprivrednom području, pretežno se uzgajaju ratarske kulture.

## Obrazovanje
- OŠ Satnica Đakovačka
- PŠ Gašinci

## Vatrogastvo
- DVD Satnica Đakovačka – osnovano 1926. godine
- DVD Gašinci – osnovano 1951. godine

## Šport
- ONK Mladost Satnica Đakovačka